# Пётр I допрашивает царевича Алексея Петровича в Петергофе
«Пётр I допра́шивает царе́вича Алексе́я Петро́вича в Петерго́фе» — картина русского художника Николая Ге (1831—1894), работа над которой была завершена в 1871 году. Хранится в Государственной Третьяковской галерее в Москве (инв. 2630). Размер картины — 135,7 × 173 см (по другим данным, 134,8 × 172,7 см). Произведение Ге представляет собой психологическую трактовку исторической драмы, действие которой происходит в 1718 году. На полотне в интерьере петергофского дворца Монплезир изображены Пётр I и его сын Алексей Петрович, который был обвинён в подготовке захвата власти. Прежде чем вынести приговор, Пётр I всматривается в лицо сына, всё ещё надеясь увидеть на нём признаки раскаяния.
Картина была написана Ге к 1-й выставке Товарищества передвижных художественных выставок («передвижников»), открытие которой состоялось в Санкт-Петербурге в ноябре 1871 года. В частности, актуальность выбранной художником темы была связана с приближавшимся в то время 200-летним юбилеем Петра I (1672—1725). Ещё до выставки полотно было куплено у автора Павлом Третьяковым. Николай Ге написал несколько авторских повторений картины, одно из которых было приобретено Александром II — в настоящее время оно принадлежит коллекции Государственного Русского музея.
Описывая героев полотна, писатель и критик Михаил Салтыков-Щедрин отмечал, что «всякий, кто видел эти две простые, вовсе не эффектно поставленные фигуры, должен будет сознаться, что он был свидетелем одной из тех потрясающих драм, которые никогда не изглаживаются из памяти». Рассматривая картину Ге как одно из лучших произведений 1-й передвижной выставки, художественный критик Владимир Стасов писал: «Ещё ни одна из прежних картин г. Ге не носила такой печати зрелости и мастерства, как эта». Искусствовед Алла Верещагина отмечала, что картина «Пётр I допрашивает царевича Алексея Петровича в Петергофе» явилась «важнейшей вехой» на пути развития нового направления в русской исторической живописи 1870-х годов, связанного с художественной трактовкой выдающегося человека и его места в истории.

## История

### Предшествующие события и работа над картиной
К началу 1870 года Николай Ге возвратился в Россию из Италии, где он жил и работал в 1857—1863 и 1864—1869 годах. Окончательный переезд состоялся в мае 1870 года, когда он вместе с семьёй поселился на Васильевском острове в Санкт-Петербурге. В этот период Ге сблизился с прогрессивными художниками и писателями, стал одним из основателей Товарищества передвижных художественных выставок (ТПХВ). В его творчестве стали появляться сюжеты, связанные с российской историей XVIII—XIX веков. Одним из первых произведений на эту тему и стала картина «Пётр I и царевич Алексей» — сюжет, связанный с Петром I, был актуален в связи с приближавшейся 200-й годовщиной со дня его рождения.

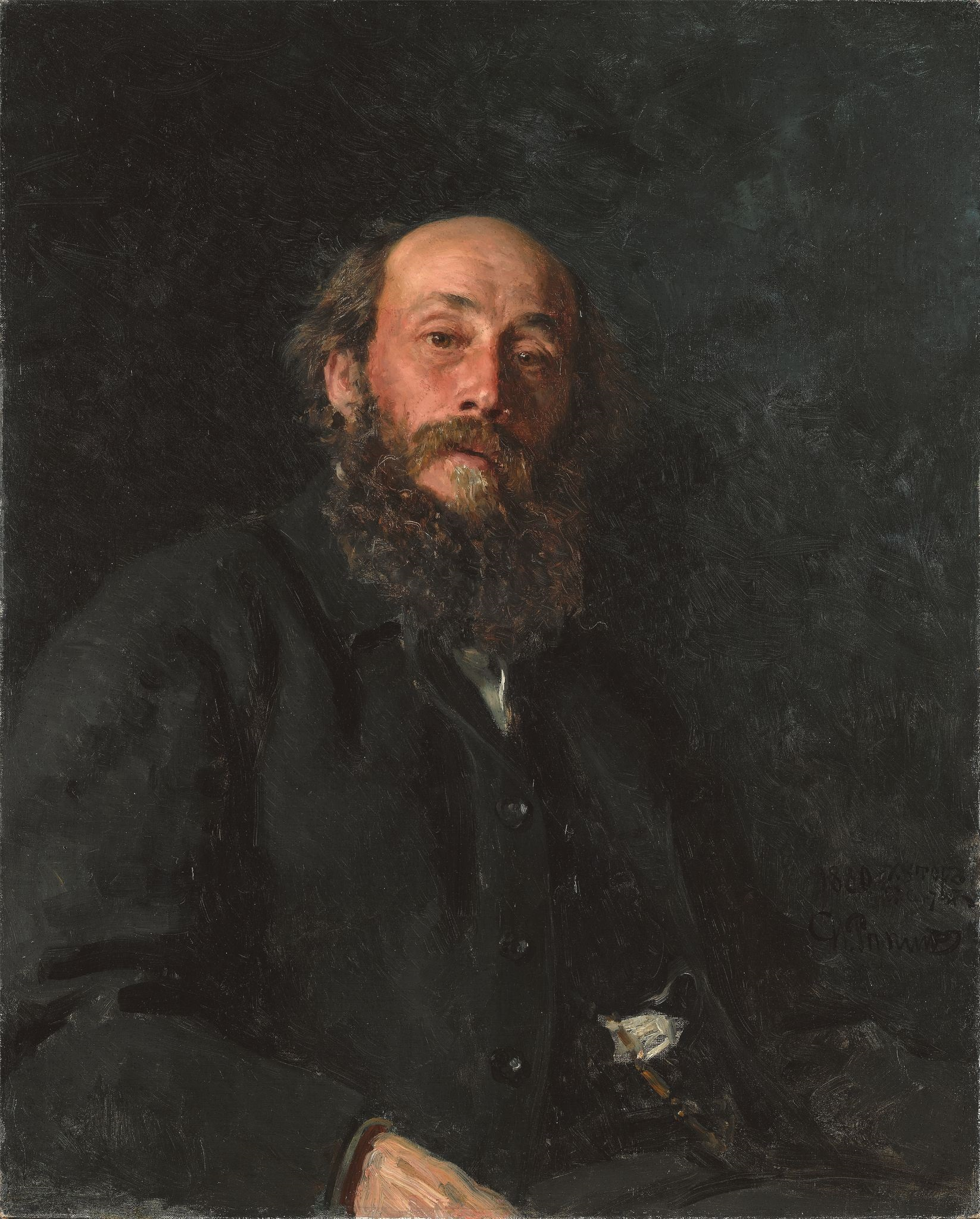
И. Е. Репин. Портрет художника Н. Н. Ге (1880, ГТГ)

Сам Ге так писал об этом в своих воспоминаниях: «Десять лет, прожитых в Италии, оказали на меня своё влияние, и я вернулся оттуда совершенным итальянцем, видящим всё в России в новом свете. Я чувствовал во всём и везде влияние и след петровской реформы. Чувство это было так сильно, что я невольно увлёкся Петром и, под влиянием этого увлечения, задумал свою картину „Пётр I и царевич Алексей“». Вполне вероятно, что на выбор темы повлияло тесное общение Ге с историком и публицистом Николаем Костомаровым. Первоначальный набросок для будущего полотна был сделан в 1870 году, а работа над самим произведением была закончена в 1871 году.
По мнению некоторых исследователей, на выбор сюжета могло повлиять увлечение Ге творчеством французского живописца Поля Делароша, которое также ощущалось в произведениях других русских художников того времени — Вячеслава Шварца, Константина Флавицкого, Валерия Якоби и Карла Гуна, проявлявших интерес «к кровавым эпизодам придворного быта, к эффектному обнажению фактов, скрываемых официальной историографией». Кроме того, иногда в качестве предшественника «Петра и Алексея» рассматривается появившееся в 1860-х годах произведение Вячеслава Шварца «Иван Грозный у тела убитого им сына» — в 1861 году был создан рисунок углём и мелом на картоне (ныне в ГРМ), а в 1864 году была окончена картина маслом на холсте (ныне в ГТГ). 

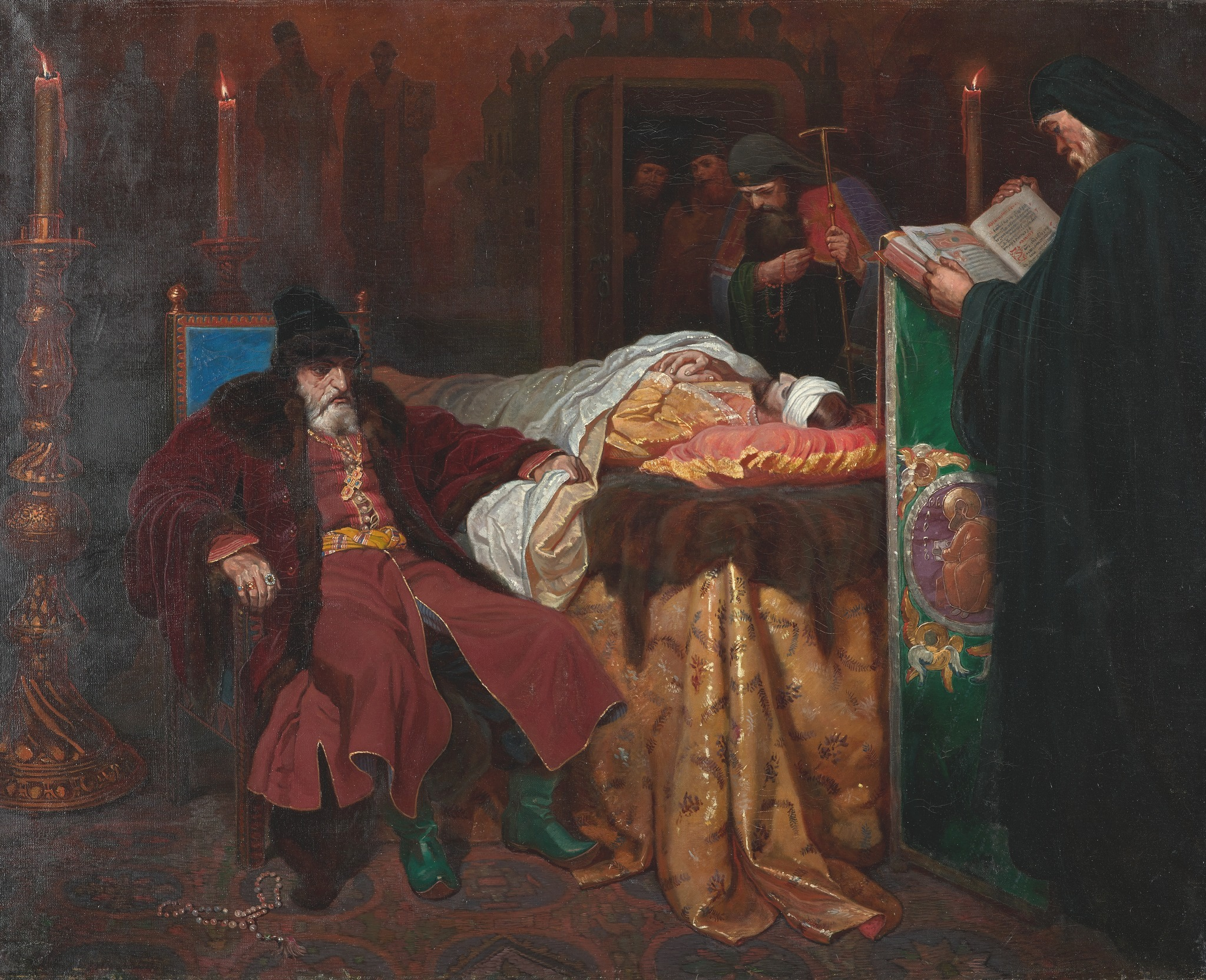
В. Г. Шварц. Иван Грозный у тела убитого им сына (1864, ГТГ)

По мере того как Ге работал над картиной, он изучал исторические документы, связанные с деятельностью Петра I. Скорее всего, среди этих документов были и те, которые опубликовал историк Николай Устрялов в 6-м томе «Истории царствования Петра Великого», изданном в 1859 году. По-видимому, Ге обсуждал их со своими друзьями и знакомыми — в частности, с Николаем Костомаровым. В результате первоначальное идеализирование личности Петра I сменилось более реалистичной оценкой, связанной с пониманием жестокости и страданий, которыми были оплачены успехи преобразований Петровской эпохи. Художник так описывал эту ситуацию: «Во время писания картины „Пётр I и царевич Алексей“ я питал симпатии к Петру, но затем, изучив многие документы, увидел, что симпатии не может быть. Я взвинчивал в себе симпатию к Петру, говорил, что у него общественные интересы были выше чувства отца, и это оправдывало жестокость его, но убивало идеал».
К началу 1870-х годов российская публика была достаточно хорошо наслышана о «деле царевича Алексея», хотя за пару десятилетий до этого этот эпизод скорее можно было отнести к числу «исторических казусов», о которых не принято было говорить. В конце 1850-х годов это «дело» оказалось в центре внимания в связи с публикациями в альманахе «Полярная звезда», издававшемся Александром Герценом и Николаем Огарёвым. В частности, там были опубликованы документы, противоречившие официальной версии смерти царевича Алексея (утверждавшей, что он умер в Петропавловской крепости «от огорчения») и содержавшие информацию о том, что он был задушен по приказу Петра I. В широкой полемике, разгоревшейся после выхода этих публикаций, приняли участие известные историки и публицисты Николай Устрялов, Николай Костомаров, Михаил Погодин, Сергей Соловьёв, Михаил Семевский, Пётр Пекарский, Николай Добролюбов и другие. По словам историка и писателя Натана Эйдельмана, «споры вокруг дела царевича Алексея в 1858—1860-х годах были одной из самых современных тем». В этом смысле картина, над которой работал Николай Ге, «как бы подводила итог старым спорам и подавала повод для новых». Кроме того, в определённой мере её можно было рассматривать как дань памяти Александру Герцену, скончавшемуся 21 января 1870 года.

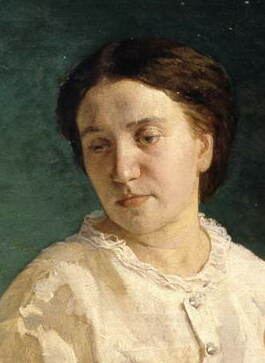
Анна Петровна Ге (фрагмент картины Н. Н. Ге «Портрет А. П. Ге с детьми», 1861—1866, ГРМ)

В процессе работы над полотном Ге досконально изучил доступную ему иконографию Петра I — по словам критика Владимира Стасова, лицо и фигуру Петра Ге «изучал в Эрмитаже по всем гравированным и писанным масляными красками портретам его». В то же время известно, что частично художник писал портрет Петра со своей жены Анны Петровны Ге, урождённой Забелы (Забелло). По свидетельству художника-передвижника Григория Мясоедова, «в своей жене он [Ге], несмотря на то, что она была далеко не из красивых, видел все совершенства: с неё писал и Магдалину, и Петра Великого, и многих других». Стасов сообщал, что Ге также изучил все уцелевшие портреты Алексея Петровича, а в качестве натурщика для него использовал «одного знакомого своего, маленького чиновничка Министерства финансов, в болезненном, истощённом лице и фигуре которого он находил некоторое сходство с портретами царевича Алексея». Стасов также приводил имя этого чиновника — Николай Григорьевич Зайчневский.
Собираясь изобразить сцену в интерьере дворца Монплезир, Ге специально посетил Петергоф, откуда, по его собственным словам, «в голове, в памяти принёс весь фон картины „Пётр и Алексей“, с камином, с карнизами, с четырьмя картинами голландской школы, со стульями, с полом и освещением». При этом, по утверждению Ге, ему хватило одного посещения Монплезира: «А я был всего однажды в этой комнате, и я был умышленно один раз, чтобы не разбить впечатления, которое я вынес». Некоторые детали пребывания Ге в Петергофе известны со слов философа Владимира Лесевича, изложенных в книге Владимира Стасова: во время посещения дворца художник долго рассматривал комнату, а также подлинные халат и колпак Петра I, при этом сопровождавший его старый сторож, отставной солдат, сказал, что он только во второй раз видит, как кто-то столь внимательно рассматривает эти вещи — в первый раз это был император Николай I.

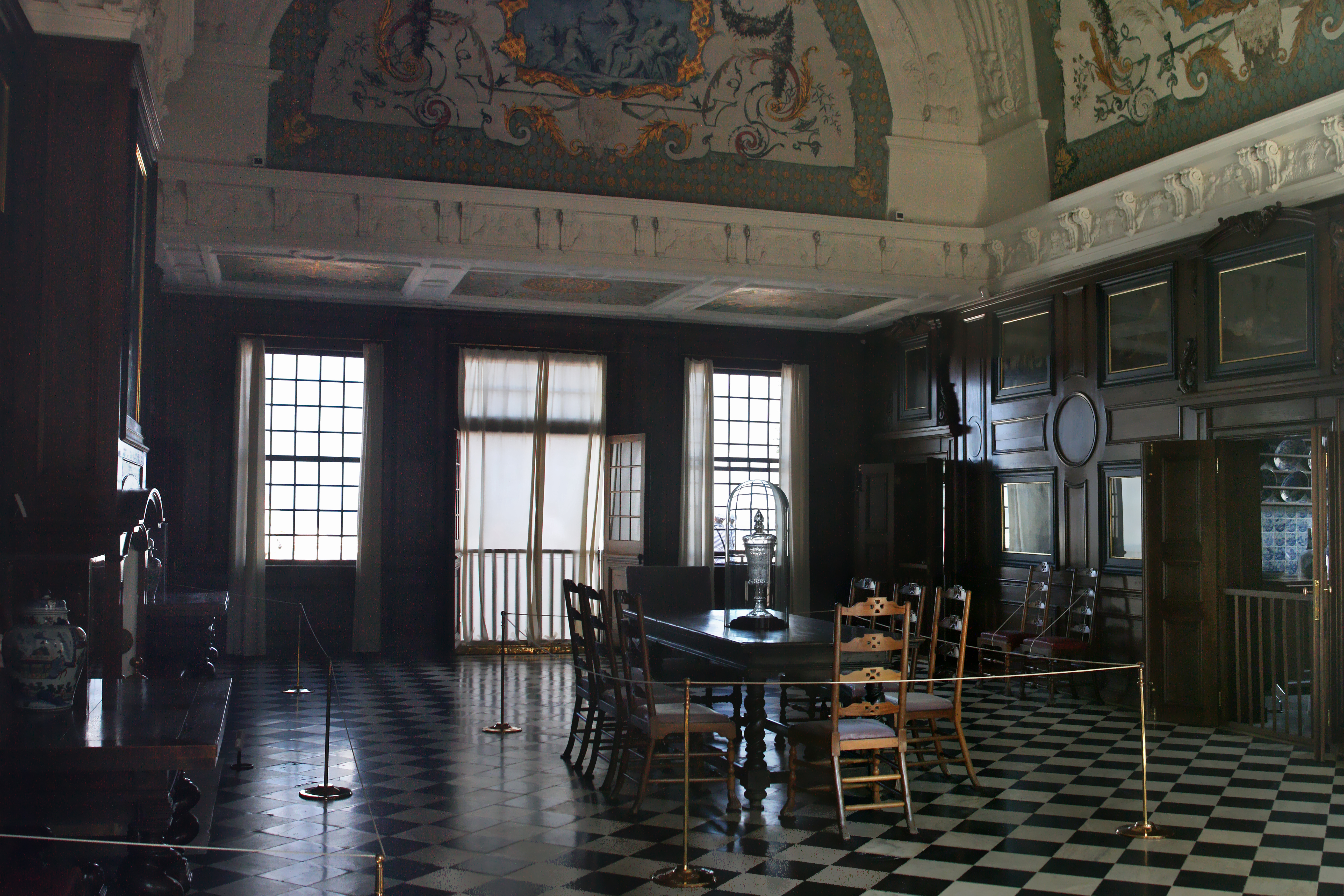
Парадный зал дворца Монплезир (фотография 2010 года)

В своих воспоминаниях художник Илья Репин рассказывал о том, как он посетил Николая Ге во время его работы над картиной. Мастерская Ге располагалась там же, где он жил, во дворовом флигеле дома № 36 7-й линии Васильевского острова. По словам Репина, во время его посещения на мольберте стоял холст с первоначальным наброском углём, на котором «Пётр намечался силуэтом на светлом фоне окна во дворце Монплезира», но впоследствии Ге «изменил фон, поставив вместо окон противоположную стену залы». В мастерской Ге побывал и художник Александр Риццони. В письме к Павлу Третьякову он следующим образом описал незаконченное полотно: «Картина Ге мне чрезвычайно нравится, по моему мнению, это лучшее, что он когда-либо производил. Я желал бы только, чтобы он сохранил выражение лиц, как оно теперь, всё превосходно. Если, согласно тому, что теперь сделано, кончит, то это произведение из ряду вон». По поводу датировки письма Риццони существуют разногласия: в сборнике «Письма художников П. М. Третьякову» (1968) оно датировано 12 декабря 1870 года, а в издании «Николай Николаевич Ге: письма, статьи, критика, воспоминания современников» (1978) утверждается, что эта датировка ошибочна, поскольку на тот момент «картина существовала только в эскизе», и письмо могло быть написано не ранее осени 1871 года, «когда Ге, после летнего перерыва, кончал свою картину».

### 1-я передвижная выставка и продажа картины
Николай Ге готовил картину «Пётр I допрашивает царевича Алексея Петровича в Петергофе» для 1-й выставки Товарищества передвижных художественных выставок («передвижников»). Открытие экспозиции несколько раз откладывалось, но в конце концов состоялось в Санкт-Петербурге 29 ноября 1871 года, а в апреле 1872 года выставка переехала в Москву. Петербургская часть выставки проходила в здании Императорской Академии художеств, а московская — в помещении Московского училища живописи, ваяния и зодчества. На той же выставке были представлены ещё три картины Ге — портреты Татьяны Петровны Костомаровой (матери Николая Костомарова), писателя Ивана Сергеевича Тургенева и химика Гуго Йозефа Шиффа. Историческая живопись на передвижной выставке была представлена всего двумя произведениями, причём оба были посвящены различным эпизодам из жизни Петра I: помимо «Петра и Алексея», также экспонировалось полотно Григория Мясоедова «Дедушка русского флота», с подзаголовком «Франц Тиммерман объясняет юному Петру Алексеевичу устройство ботика, найденного в одном из амбаров села Измайлово (май 1688 года)» (ныне в Государственном музее искусств Узбекистана, Ташкент).

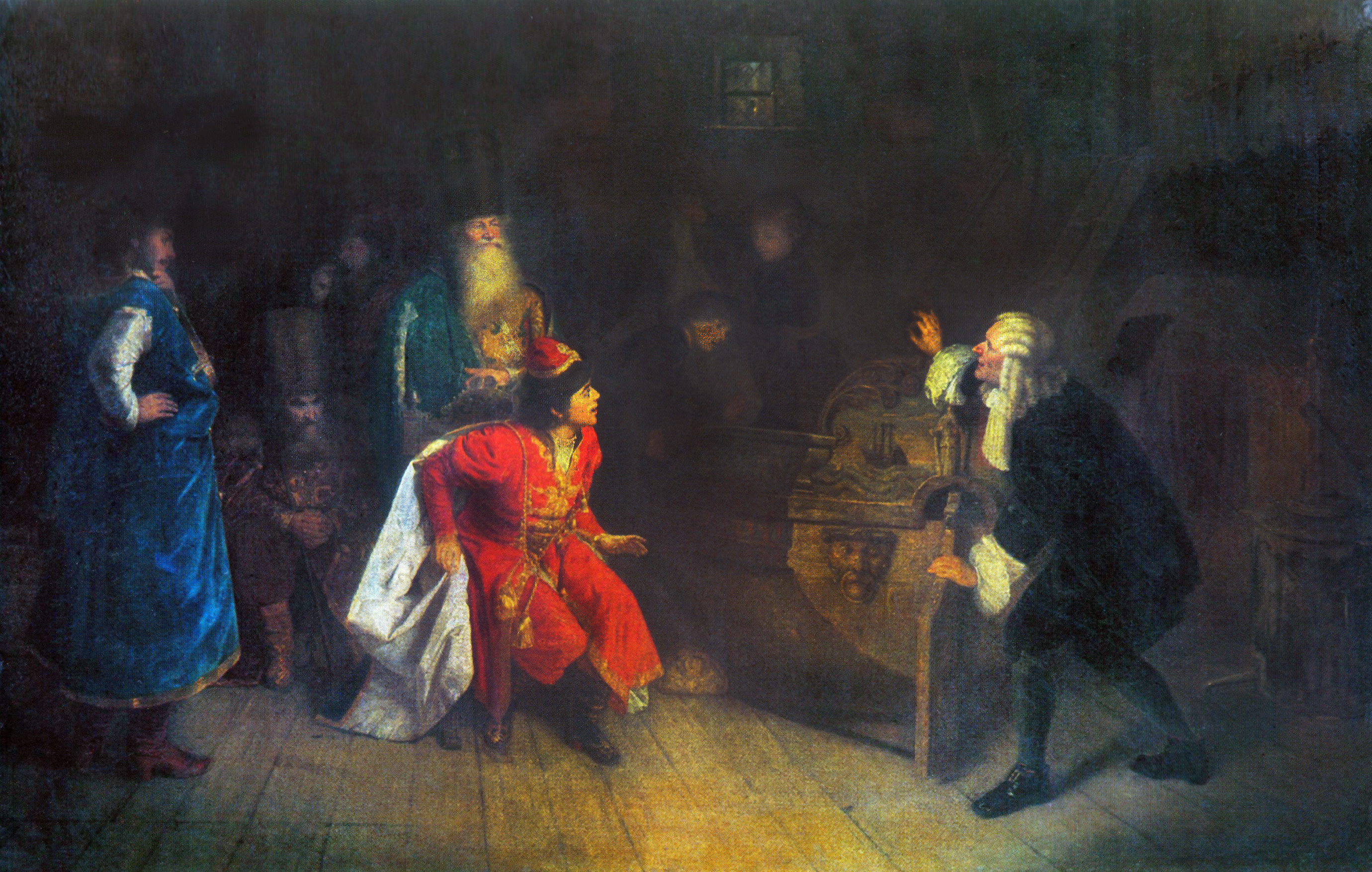
Г. Г. Мясоедов. Дедушка русского флота (1871, ГМИУ)

Павел Третьяков купил картину «Пётр I допрашивает царевича Алексея Петровича в Петергофе» прямо из мастерской художника, незадолго до открытия передвижной выставки в Санкт-Петербурге. Это полотно стало первой картиной Ге, приобретённой Третьяковым для своей коллекции. Во время выставки картина понравилась императору Александру II, который тоже выразил желание её купить — при этом никто не осмелился сообщить ему о том, что картина уже продана. Чтобы разрешить эту проблему, Ге попросили написать для Третьякова авторскую копию, а оригинал отдать Александру II. Тем не менее художник заявил, что без согласия Павла Михайловича он этого делать не будет, и в результате оригинал был отдан Третьякову, а для Александра II было написано авторское повторение, которое впоследствии перешло в коллекцию Русского музея.

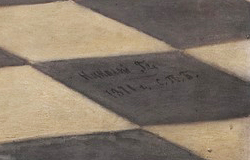
Подпись Н. Н. Ге и дата на «шахматном» полу в правом нижнем углу картины

Во многих газетах и журналах появились публикации, посвящённые передвижной выставке, в которых значительное внимание было уделено картине «Пётр I допрашивает царевича Алексея». В целом полотно получило хорошие отзывы критиков — по словам Владимира Стасова, «вообще говоря, все хвалили и сильно хвалили Ге и его картину, все ему симпатизировали, но за что именно хвалили, то часто не сходилось, и что было плюсом у одних, являлось как раз минусом у других». Высокую оценку полотну Ге дали писатель Михаил Салтыков-Щедрин (журнал «Отечественные записки») и критик Владимир Стасов (газета «Санкт-Петербургские ведомости»). Публицист Аполлон Матушинский (журнал «Русский вестник») более критично высказался о картине, полагая, что Ге недостаточно глубоко разработал тему. Автор статьи в газете «Голос» отметил, что художник «не всегда справляется с техникой живописи», но при этом похвалил картину за то, что она «отличается строжайшим реализмом», и поставил её на первое место среди произведений русской исторической живописи за последнее десятилетие. Критик из газеты «Московские ведомости», подписавшийся «Л. А—ов», написал, что «произведение г. Ге замечательно по силе экспрессии и представляет лучшее из всего им доселе написанного».
Ещё до начала передвижной выставки, 21 октября 1871 года, художник Иван Крамской писал пейзажисту Фёдору Васильеву, что «Ге написал прекрасную вещь, „Петра“», а после открытия выставки, в письме от 6 декабря 1871 года, Крамской сообщал: «Ге царит решительно. На всех его картина произвела ошеломляющее впечатление». Художник Павел Чистяков в письме к Павлу Третьякову от 2 января 1872 года писал: «Пётр Великий — вещь очень, очень выразительная, но взгляды на эту картину расходятся. Что совершенно логично. Всякий видит, и смотрит, и понимает по-своему. Во всяком случае, картина эта считается лучшей из картин Н. Н. Ге. Сказать Вам по правде, и я так думаю. Радуюсь, что она у Вас».

### Последующие события
В сентябре 1872 года 1-я передвижная выставка продолжила своё путешествие по другим городам Российской империи, побывав в Киеве (в сентябре — октябре) и Харькове (в октябре — ноябре). При организации последующих выставок Товарищества расширялся список городов, в которых они проходили: во время проведения 2-й передвижной выставки (1872—1874) добавились Рига, Вильно, Орёл, Одесса и Кишинёв, а во время проведения 3-й выставки (1874—1875) — Казань, Саратов и Воронеж. При этом некоторые картины, представленные на 1-й передвижной выставке, добавлялись в экспозиции последующих выставок в тех городах, где они не побывали. В частности, картина Ге «Пётр I и царевич Алексей» была упомянута в отчёте правления Товарищества о 2-й передвижной выставке (без указания конкретных городов). Также известно, что в октябре 1874 года картина была представлена на 3-й передвижной выставке в Саратове (возможно, это было уменьшенное авторское повторение); в отчёте о саратовской выставке было отмечено, что «наибольший интерес зрителей и критики привлекли две исторические картины Н. Н. Ге — „Екатерина у гроба Елизаветы“ и „Пётр допрашивает царевича Алексея“».
В 1873 году авторское повторение полотна «Пётр I допрашивает царевича Алексея Петровича в Петергофе» экспонировалось на Всемирной выставке в Вене. Владимир Стасов писал, что эта картина, «имевшая у нас столько успеха, произвела в Вене очень мало впечатления и даже прошла почти вовсе незамеченной, вероятно потому, что на всемирную выставку был послан не оригинал, а повторение или копия, далеко не равняющаяся первоначальному экземпляру». В том же 1873 году оригинал картины из собрания Павла Третьякова был показан на Международной выставке в Лондоне. В каталоге выставки использовалось английское название «The Emperor Peter-the-Great questioning his son Alexis» (N. Gay).
Оригинал картины был также представлен на Всемирной выставке 1878 года, проходившей в Париже. В каталоге выставки полотно фигурировало под французским названием «Pierre le Grand fait subir un interrogatoire au tsarevitch Alexis, à Peterhof» (N. N. Gué). Владимир Стасов отмечал, что на парижской выставке «такие хорошие картины, как „Пётр Великий допрашивает царевича Алексея“ г. Ге или „Чтение положения об освобождении крестьян“ г. Мясоедова, повешены были на той вышине, где обыкновенно висят картины второстепенные и третьестепенные», и «там они теряли девяносто сотых своего достоинства». Тем не менее французская пресса выделяла картину «Пётр и Алексей» как пример того, что «российские живописцы принципиально вдохновляются национальной историей». Название полотна Ге также было включено в каталог Всероссийской промышленно-художественной выставки, состоявшейся в 1882 году в Москве, но по какой-то причине оно там не экспонировалось.

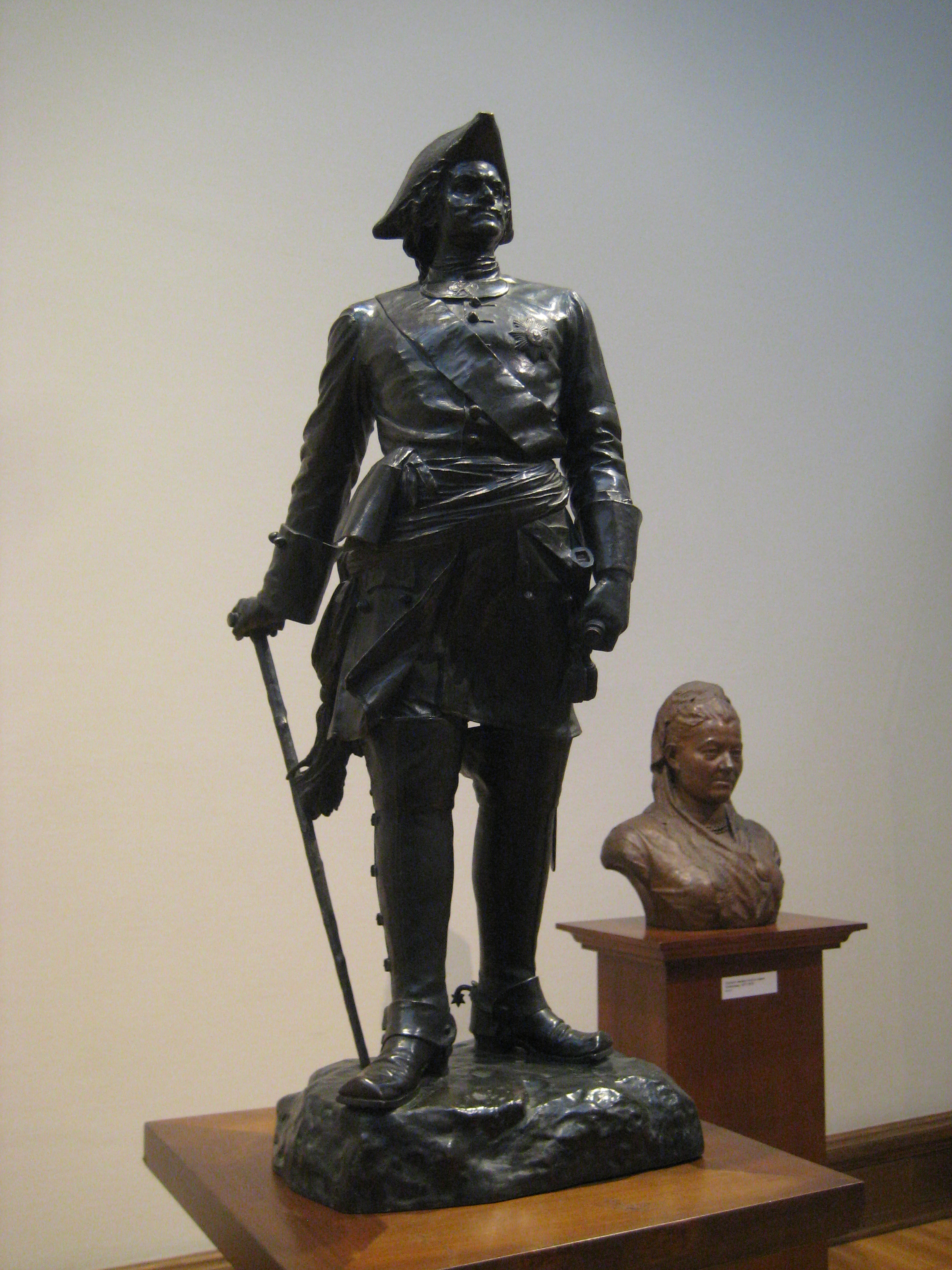
М. М. Антокольский. Пётр I (уменьшенное повторение, бронза, 1872, ГТГ)

Созданный Ге образ Петра I послужил основой для статуи скульптора Марка Антокольского, первый гипсовый вариант которой появился в 1872 году, а затем она была отлита в бронзе и «растиражирована» в виде памятников в Петергофе, Санкт-Петербурге, Таганроге и Архангельске. Кроме того, фаянсовая композиция, основанная на сюжете картины «Пётр I допрашивает царевича Алексея Петровича в Петергофе», небольшим тиражом была выпущена в конце XIX века Товариществом производства фарфоровых и фаянсовых изделий М. С. Кузнецова на заводе, расположенном в Тверской губернии. Сохранилось несколько таких декоративных скульптурных групп — они находятся в собраниях Тверской областной картинной галереи, Егорьевского историко-художественного музея, Всероссийского музея декоративного искусства и музея Конаковского фаянсового завода.
Образ Алексея Петровича с картины Ге, по-видимому, был использован при создании фильма «Пётр Первый» (1937—1938), в котором роль царевича исполнил актёр Николай Черкасов. По словам историка Александра Каменского, «к тому времени, когда советские зрители увидели этот фильм, картина Н. Ге стала уже столь известной, что режиссёру (В. Петров) ничего не оставалось, как воспроизвести её». Роль Петра I в фильме исполнил актёр Николай Симонов. По мнению художественного критика Сергея Хачатурова, то, что в советское время картина «Пётр и Алексей» считалась (или «была назначена») главным произведением Ге, могло было быть связано с тем, что «идея картины — путь к светлому будущему неизбежен, даже если придется идти по трупам, — была близка вождям Страны Советов», и, вероятно, именно по этой причине «картину любили и тиражировали».
В конце 1930-х годов была проведена реставрация картины, необходимость которой была вызвана появлением плывущего кракелюра, в частности, на волосах царевича Алексея. Вероятно, это было связано с тем, что Ге при написании полотна использовал асфальтосодержащие вещества. Появившийся кракелюр был заделан художником-реставратором Евгением Кудрявцевым энкаустическим методом.
Впоследствии картина «Пётр I допрашивает царевича Алексея Петровича в Петергофе» экспонировалась на ряде выставок, проходивших в СССР, России и других странах. В 1970—1971 годах полотно было представлено на всесоюзной персональной выставке Ге, проходившей в Ленинграде, Москве, Киеве и Минске. В 1971 году картина принимала участие в реконструкции 1-й передвижной выставки 1871—1872 годов, организованной в Третьяковской галерее, а в 1971—1972 годах — в выставке «Передвижники в Государственной Третьяковской галерее», приуроченной к столетию ТПХВ. В 1981 году полотно входило в экспозицию персональной выставки Ге, посвящённой 150-летию художника (место проведения — Третьяковская галерея, Москва). В 1993 году картина экспонировалась на проходившей в Токио, Наре и Фукуоке выставке «Передвижники в Третьяковской галерее». Она также входила в число экспонатов юбилейной, посвящённой 180-летию со дня рождения Ге выставки «Что есть истина?», проходившей с октября 2011 года по февраль 2012 года в Новой Третьяковке на Крымском Валу.
Авторское повторение картины «Пётр I допрашивает царевича Алексея Петровича в Петергофе» из собрания Русского музея в 1983 году экспонировалось в Пензе, в Музее одной картины имени Г. В. Мясникова (филиале Пензенской областной картинной галереи имени К. А. Савицкого).

## Сюжет, действующие лица и композиция

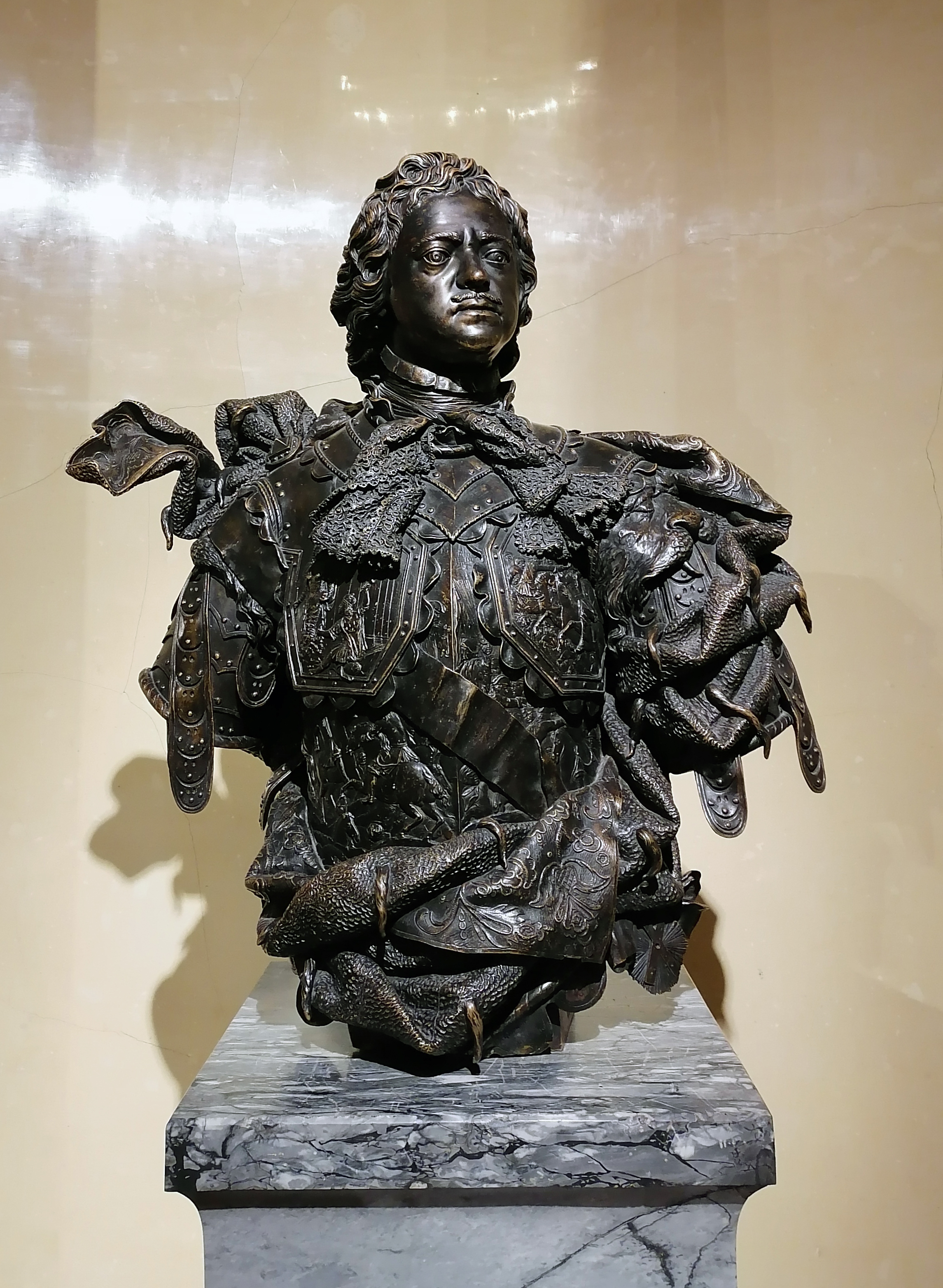
Б. К. Растрелли. Бюст Петра I (1723—1730, Эрмитаж)

На картине в интерьере петергофского дворца Монплезир изображены Пётр I и его сын Алексей Петрович. Пётр I сидит справа от стола в кресле, отделанном красным бархатом, а слева от стола стоит царевич Алексей. На полотне представлена психологическая трактовка исторической драмы. Царевич Алексей, недовольный жёстким и деспотическим стилем, в котором проводились реформы Петра I, бежал в Западную Европу, но был оттуда возвращён и обвинён в подготовке захвата власти в России. С ведома своего отца, Петра I, Алексей Петрович был заключён в Петропавловскую крепость, где умер от пыток 26 июня [7 июля] 1718 года. Прототипом образа Петра I художнику мог послужить бронзовый бюст Бартоломео Карло Растрелли (1723—1730), а лицо царевича Алексея имеет сходство с его портретом кисти немецкого художника Иоганна Готфрида Таннауэра, созданным в 1710-х годах.
По мнению историка Евгения Анисимова, основной причиной конфликта между Петром и Алексеем стали не идеологические разногласия, а дворцовые интриги, вызванные желанием второй жены Петра Екатерины избавиться от пасынка Алексея и сделать первым в очереди на трон своего сына, царевича Петра Петровича. Отношения Петра I и Алексея Петровича начали ухудшаться с 1715 года, то есть с момента рождения Петра Петровича, и притеснения со стороны отца вынудили сына бежать за границу. Обещая простить побег, Пётр I выманил Алексея из-за границы, а затем передал его в руки Тайной канцелярии для расследования «государственной измены». Показания против Алексея дала его любовница Ефросинья, арестованная вместе с ним и запуганная следователями.

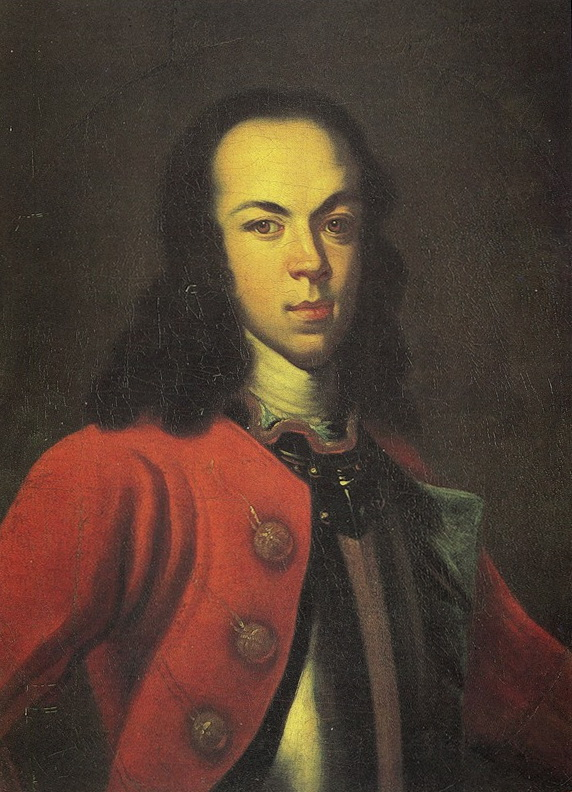
И. Г. Таннауэр. Портрет Алексея Петровича (1710-е, ГРМ)

Несмотря на внешнее спокойствие Петра I и царевича Алексея, внутри они полны переживаний и душевного напряжения. По-видимому, между ними произошло бурное обсуждение, в результате которого Пётр I ещё более уверился в предательстве сына, которое подтверждается документами, разложенными на столе (одна из бумаг упала на пол). Прежде чем вынести приговор, Пётр I всматривается в лицо сына, всё ещё надеясь увидеть на нём признаки раскаяния. Алексей же под пристальным взглядом отца опустил глаза — уверенный в том, что Пётр I не решится приговорить к смерти собственного сына, он молчит и не просит о прощении. Художник и искусствовед Николай Щёкотов отмечал, что лицо царевича Алексея «принадлежит человеку, которому не свойственно более или менее чёткое выражение своей воли, мысль которого идёт путаными, скользкими путями, чувства изменчивы, будучи скорей плодом болезненного нервного раздражения, нежели выражением сильной, глубокой души». Алексей одет в бархатный камзол, на его ногах — чёрные туфли с пряжками и высокие шёлковые чулки, светлые кружевные манжеты и воротник рубашки подчёркивают бледность его лица. Пётр I одет в чёрный, с красными отворотами на рукавах, кафтан Преображенского полка, на его ногах — чёрные сапоги.

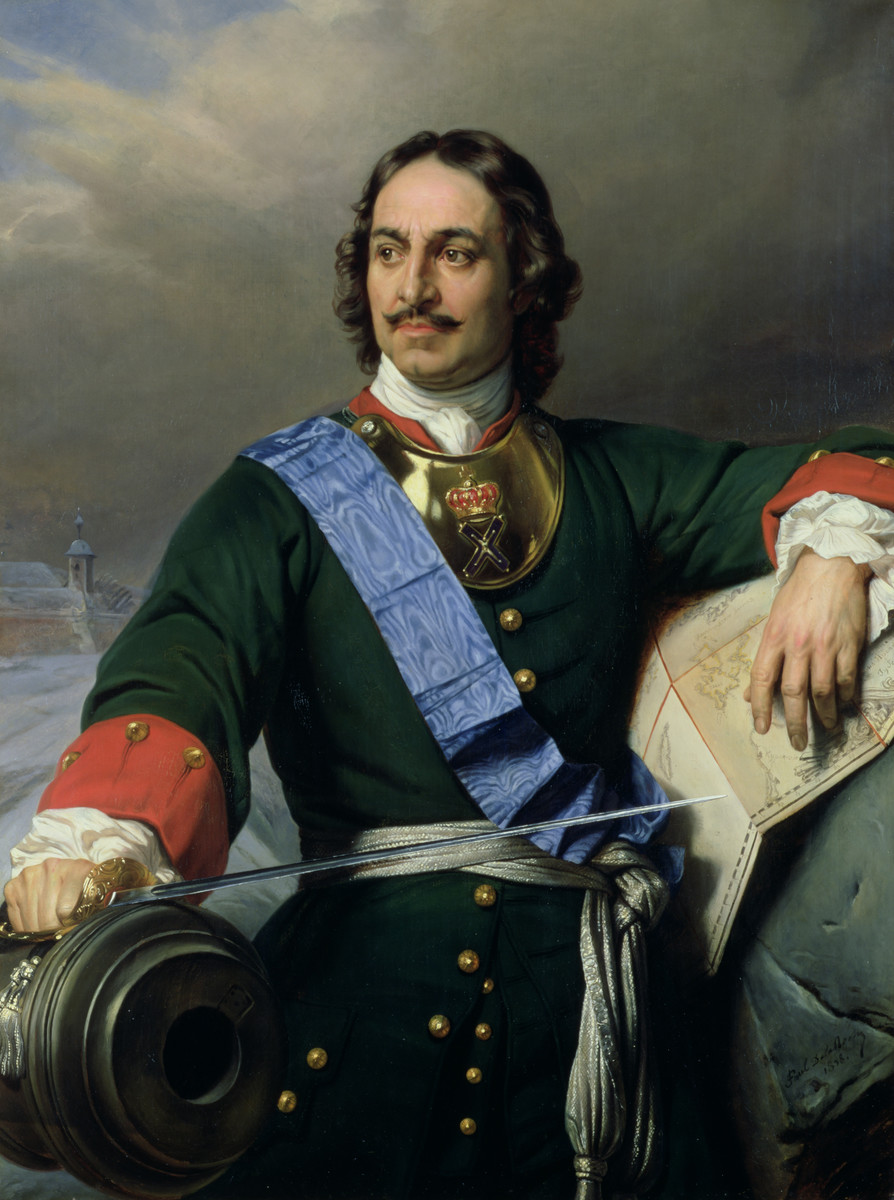
П. Деларош. Пётр I в форме офицера Преображенского полка (1838, Гамбургский кунстхалле)

Светотеневое решение композиции подчёркивает разницу между персонажами. По словам искусствоведа Татьяны Карповой, фигура царевича Алексея освещена более бледным, «словно лунным, мертвенным светом», который в этой ситуации символизирует то, что «он уже более принадлежит царству теней, нежели реальной жизни с её страстями и красками». В то же время лицо Петра I, напротив, «энергично вылеплено контрастной светотенью». Угол стола и свисающая с него красно-чёрная скатерть («цвета́ траура») как бы разделяют отца и сына и предвещают трагическую развязку этой драмы. Замешательство Алексея подчёркнуто жестом его левой руки, пальцами которой он непроизвольно перебирает скатерть. Чередование чёрных и белых плиток пола имеет несколько толкований — «и выражение духа регулярности Петровской эпохи, и чёрное и белое в характерах Петра и царевича, и шахматная доска, на которой разыгрывается финал партии, проигранной Алексеем».
Некоторые авторы выражают сомнения в том, что Пётр I когда-либо допрашивал царевича Алексея во дворце Монплезир, который к 1718 году ещё не был полностью достроен, — более того, есть утверждения, что «в действительности это происходило не в Монплезире». С другой стороны, утверждается, что в мае 1718 года австрийский посланник в Петербурге Отто Плейер сообщал своему правительству, что Пётр отправился в «увеселительный дворец Петергоф», куда также был отвезён царевич, которого царь там лично допрашивал, иногда указываются более точные даты возможного пребывания Петра и Алексея в Петергофе — 15—16 мая. При этом полагают, что вряд ли Пётр I допрашивал царевича один на один. Хотя Ге, по-видимому, знал об этом, тем не менее он принял решение изобразить на картине только Петра и Алексея, чтобы иметь возможность сосредоточиться на психологии их переживаний.
Изображённый на картине момент мучительного поиска решения свидетельствует о том, что Ге хотел показать в Петре I не палача, а отца, переступающего через свои личные пристрастия ради интересов государства. Искусствовед Алла Верещагина отмечала, что «впервые в русской исторической живописи были созданы типические, чуждые идеализации образы реальных исторических деятелей», поскольку «психологизм обусловил подлинный историзм произведения».
Фрагменты картины «Пётр I допрашивает царевича Алексея Петровича в Петергофе»
Изображённое Ге внутреннее убранство парадного зала напоминает «голландскую обстановку», но не уютную, как на картинах старых нидерландских мастеров, а с жёсткими и суровыми чертами, соответствующими смыслу разыгрывающейся здесь драмы. Определённую роль играет находящаяся на переднем плане освещённая часть ковровой скатерти с чрезмерно чётким и подробным рисунком, включающим в себя резкие цветовые сочетания. По словам Николая Щёкотова, этот сильно проявленный узор, «с одной стороны, придаёт ноту украшенности общей чрезвычайно скромной меблировке, тактично напоминая, что дело происходит во дворце, а с другой — вызывает ощущение некоего беспокойства в том пространстве, какое находится между двумя строгими фигурами Петра и Алексея, беспокойство и как бы тревогу, вполне уместные в данном случае». Сам Ге так описывал этот аспект своей работы надо полотном: «Я искал ковёр, чтобы покрыть стол в этой же картине; я его нашёл на одной голландской картине и зачертил только одну форму узора. Я сделал весь ковёр со всеми цветными узорами и перспективой, как мне было нужно — всё сделал дома, не бегая проверять». Встречаются утверждения, что ковёр, изображённый на картине Ге, является работой ширванских ткачей, но при этом «по композиции, основному мотиву и мрачности цветовой гаммы» он вполне соотносится с родственными по сюжету и исполнению коврами прикаспийских туркмен.
На заднем плане в сумраке видна стена парадного зала «с четырьмя картинами голландской школы». Известно, что для украшения Монплезира Пётр I привёз из-за границы ряд полотен нидерландских художников XVII—XVIII веков, среди которых особое место занимали произведения живописца и гравёра Адама Сило. Картинами были украшены и парадный зал, и другие помещения дворца, который считался «первой в России картинной галереей».

## Этюды, эскизы и повторения картины

### Эскизы и этюды
В Третьяковской галерее хранится одноимённый эскиз картины «Пётр I допрашивает царевича Алексея Петровича в Петергофе» (1870, холст, масло, 22 × 26,7 см, инв. Ж-593). После 1894 года этот эскиз был подарен сыновьями Ге художнику Александру Куренному, затем по наследству перешёл к А. Д. Некрасову, а в 1970 году был приобретён у наследников Куренного Третьяковской галереей. Композиция эскиза существенно отличается от окончательной версии полотна — Пётр изображён сидящим в кресле слева, на фоне окна, а Алексей с опущенной головой стоит справа, у стола, при этом обстановка имеет мало общего с интерьером дворца Монплезир «с его огромными, во всю высоту стен, застеклёнными окнами с частыми переплётами». По словам искусствоведа Ирины Лейтес, сцена, изображённая на этом эскизе, читается так: «виновный сын, всё же внушающий зрителю невольную симпатию изяществом своего облика, с покорностью выслушивает приговор грозного, но справедливого родителя-монарха». Кроме того, известно о существовании этюда «Портрет Петра I» (холст, масло, 89 × 76,5 см), ранее хранившегося в собрании Лидии Руслановой.
Эскиз и этюды для картины «Пётр I допрашивает царевича Алексея Петровича в Петергофе»
В собрании Третьяковской галереи также хранятся графические этюды для картины «Пётр I допрашивает царевича Алексея Петровича в Петергофе», датируемые 1870 годом, — «Мужчина, сидящий в кресле» (два этюда для фигуры Петра I, бумага, уголь, 68 × 101,3 см, инв. Р-13746), «Три стоящие мужские фигуры» (этюды для фигуры царевича Алексея, бумага, уголь, растушка, 100 × 67,8 см, инв. Р-13747), «Стоящий мужчина» (этюд для фигуры царевича Алексея, бумага, итальянский карандаш, 55,4 × 38,2 см, инв. Р-13748), «Стоящие мужские фигуры» (бумага, итальянский карандаш, 55,8 × 38 см, инв. Р-13749) и «Мужская фигура со спины» (бумага, итальянский карандаш, 55,5 × 38 см, инв. Р-13750). Все эти рисунки до 1938 года находились у сына художника — Николая Ге-младшего, с 1938 по 1952 год — у Беатрис де Ватвиль (Beatrice de Watteville), затем — в издательстве «Librairie nouvelle», а с 1974 года — у женевского коллекционера Кристофа Больмана, у которого они были приобретены в 2011 году на средства ОАО «Банк ВТБ» для Третьяковской галереи.

### Авторские повторения

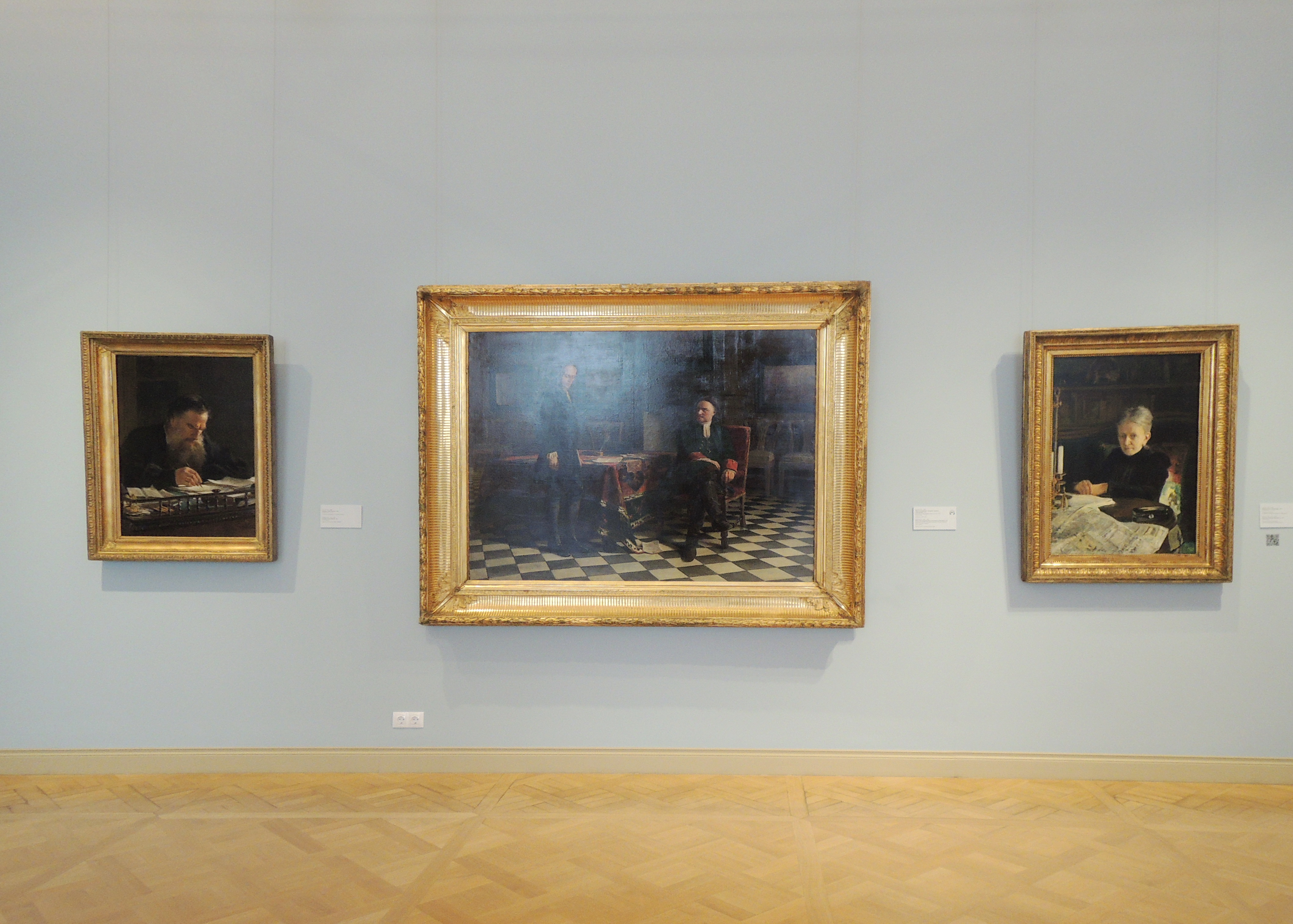
Авторское повторение картины «Пётр I допрашивает царевича Алексея Петровича в Петергофе» в ГРМ

Существует несколько полноформатных одноимённых авторских повторений картины. Одно из них находится в Государственном Русском музее (1872, холст, масло, 134,5 × 173 см, инв. Ж-4142), куда оно поступило в 1897 году из Эрмитажа. Это именно то полотно, которое Ге создал по заказу Александра II, и оно было передано в Русский музей в составе дара Николая II.
Другое повторение, также датированное 1872 годом, находится в Государственном музее искусств Узбекистана в Ташкенте. Оно поступило туда из коллекции великого князя Николая Константиновича (по некоторым сведениям, ранее это полотно было в коллекции его отца, великого князя Константина Николаевича). Николай Константинович долгое время жил в Ташкенте, там сохранился его дворец, где хранилась уникальная коллекция русского и зарубежного искусства, послужившая основой для собрания Государственного музея искусств Узбекистана. В XXI веке активно обсуждается идея возвращения коллекции великого князя в его дворец.
Кроме того, недатированное авторское повторение находится в Государственном музее изобразительных искусств Туркменистана в Ашхабаде.
Известны также и уменьшенные авторские повторения этого полотна. Одно из них, датированное 1874 годом, находится в Рыбинском государственном историко-архитектурном и художественном музее-заповеднике (холст, масло, 58,4 × 74,3 см, инв. Ж-211). Другое уменьшенное повторение, также датированное 1874 годом, принадлежит коллекции Новгородского государственного объединённого музея-заповедника (холст, масло, 58 × 74 см, инв. 2595, поступило в 1926 году из Государственного Русского музея, на сайте музея датировка указана как «XIX век, конец»). Ещё одно уменьшенное повторение, датированное 1878 годом, находится в частной коллекции в Киеве.
Также известно о существовании одноимённого рисунка гризайлью, созданного Николаем Ге в 1878 году по заказу литографа Александра Беггрова для производства гелиогравюры. Впоследствии этот рисунок находился у А. Ф. Фельтена (Санкт-Петербург), а в 1912 году был приобретён у него московским коллекционером и меценатом Иваном Цветковым. Затем он перешёл в собрание Государственного Русского музея, а в 1929 году был передан в Саратовский художественный музей. В каталоге музея рисунок описан как «фотографический отпечаток, пройденный автором гризайлью», размер — 40 × 50,4 см. 
В Третьяковской галерее также хранится созданный Ге офорт «Пётр I допрашивает царевича Алексея Петровича в Петергофе» (1872), ранее находившийся в собрании Л. М. Ковальского.

## Отзывы и критика

### XIX век
В обзорной статье «Первая русская передвижная художественная выставка», опубликованной в журнале «Отечественные записки», писатель и критик Михаил Салтыков-Щедрин уделил большое внимание картине Ге. В частности, он писал: «На первом плане мы встречаемся здесь с картиною профессора Ге „Пётр Великий, допрашивающий своего сына“. Перед нами всего две фигуры и строго-простая обстановка, не имеющая ничего бьющего в глаза <…> Тем не менее всякий, кто видел эти две простые, вовсе не эффектно поставленные фигуры, должен будет сознаться, что он был свидетелем одной из тех потрясающих драм, которые никогда не изглаживаются из памяти». Замечая, что, «по-видимому, личность Петра чрезвычайно симпатична г-ну Ге», Салтыков-Щедрин и со своей стороны даёт высокую оценку роли Петра I в российской истории и его нравственным качествам. Он положительно оценивает петровские реформы, считая, что последующие неудачи некоторых из них произошли не по вине Петра, «а оттого, что продолжатели его дела поддерживали только букву реформ и совершенно забыли разум их». Поэтому в изображённом на картине конфликте симпатии Салтыкова-Щедрина полностью на стороне Петра, который опасался, что царевич Алексей, взойдя на престол в качестве его наследника, разрушит многое из того, что было им создано. По словам Салтыкова-Щедрина, «фигура Петра представляется исполненною той светящейся красоты, которую даёт человеку только несомненно прекрасный внутренний его мир», в то время как для царевича Алексея свидание с отцом тоже «было полно нравственных тревог, но эти тревоги иного, несомненно низменного свойства».

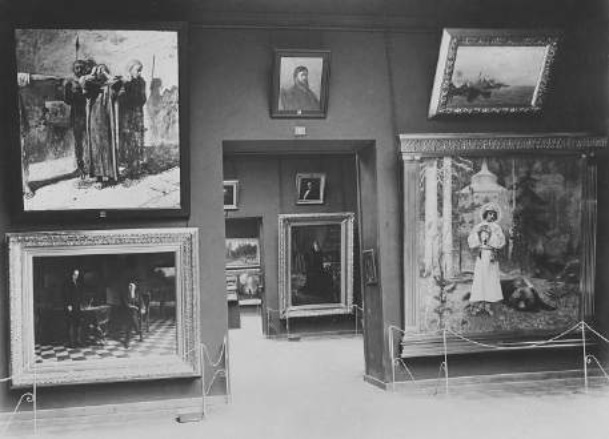
«Пётр I допрашивает царевича Алексея» и другие картины в экспозиции Третьяковской галереи (фотография Альберта Мея, 1902)

Статью о 1-й передвижной выставке опубликовал и художественный критик Владимир Стасов, который также рассматривал картину Ге как одно из лучших представленных произведений. В частности, он писал: «Ещё ни одна из прежних картин г. Ге не носила такой печати зрелости и мастерства, как эта. Сила и колоритность письма даже в таких мелочах, как, например, разноцветный ковёр на столе, простота и необыкновенная правда каждой подробности, начиная от головы Петра <…> и до его пыльных сапогов и кафтана, делают эту картину одною из русских драгоценностей, наравне с лучшими историческими картинами нового западного искусства». При этом, в отличие от Салтыкова-Щедрина, Стасов более критично относился к личности Петра I, считая его тираном и деспотом, а царевича Алексея — жертвой, и именно с этой точки зрения он критиковал композицию картины Ге.
В статье, опубликованной в журнале «Русский вестник» (том 99, 1872), художественный критик Аполлон Матушинский писал, что картина «Пётр Великий, допрашивающий царевича Алексея» «задумана хорошо, но она далеко не производит того впечатления, какое бы должна была производить, благодаря своему высоко трагическому содержанию». По мнению Матушинского, Ге недостаточно глубоко разработал тему, не охватил все её детали, «ограничась передачей лишь наиболее крупных сторон избранной драмы» и не позволив зрителю заглянуть «в самую душу действующих лиц её». Критикуя то, как исполнены фигуры Петра I и царевича Алексея, Матушинский тем не менее признал, что колорит картины «как будто несколько живее», чем на предшествующих произведениях Ге.
В 1875 году в журнале «Древняя и новая Россия» (№ 1—2) была опубликована работа историка и публициста Николая Костомарова «Царевич Алексей Петрович. По поводу картины Н. Н. Ге», в которой он дал подробное описание жизни и деятельности царевича и, в частности, его взаимоотношений с отцом, Петром I. По словам Костомарова, сцена, изображённая Ге, относится к событиям мая 1718 года, а бумаги, лежащие на столе, — это роковые для царевича показания его любовницы Ефросиньи Фёдоровны. Костомаров следующим образом характеризовал образ царевича Алексея, представленный на картине Ге: «Художник изобразил безукоризненно-мастерски этого царевича. Тупоумие, мелкая трусость, умственная и телесная лень, грубая животность видны в его чертах, поражённых горем и тоскою; его горе не таково, чтобы возбудить в себе то сострадание, которое неразлучно бывает с уважением».

### XX и XXI века
Художник и искусствовед Николай Щёкотов писал, что Николаю Ге удалось добиться того, что полотно «Пётр I и царевич Алексей» захватывает зрителя, который воспринимает его «с огромным доверием» и погружается в его рассмотрение с «интересом, который постепенно приводит к волнению». По словам Щёкотова, картина сохранила своё значение и через много десятилетий после её создания — она «навсегда вошла в русскую культуру, и мы в ней видим один из выдающихся образцов русского искусства».

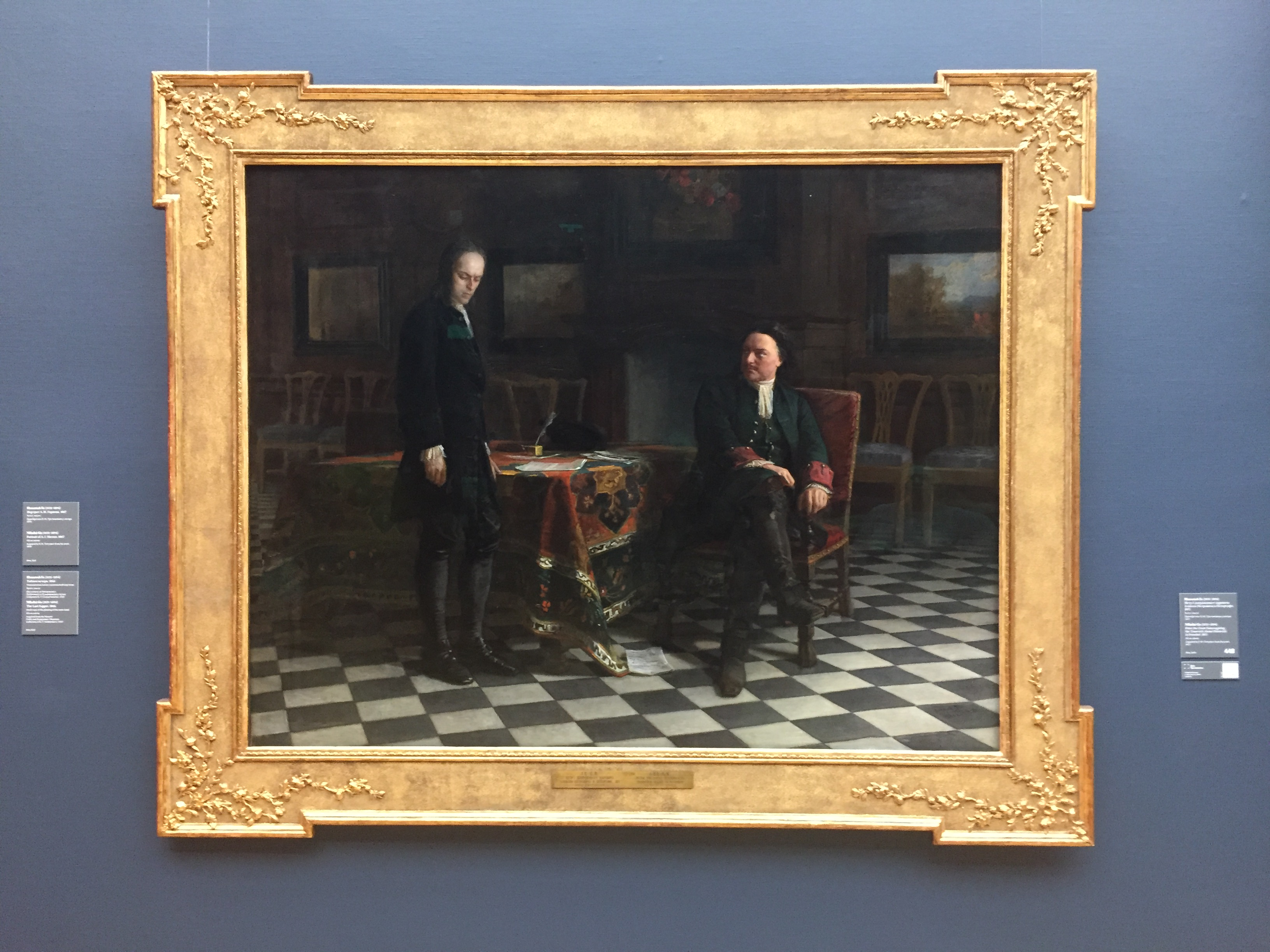
Картина «Пётр I допрашивает царевича Алексея Петровича в Петергофе» в ГТГ

Искусствовед Алла Верещагина отмечала, что картина «Пётр I допрашивает царевича Алексея Петровича в Петергофе» явилась «важнейшей вехой» на пути развития нового направления в русской исторической живописи 1870-х годов, связанного с художественной трактовкой выдающегося человека и его места в истории. По словам Верещагиной, в этом произведении впервые были столь явным образом показаны противоречия и столкновения общественных интересов, и в этом смысле «от картины Ге идёт прямой путь к творчеству Сурикова».
Искусствовед Наталья Зограф писала, что картина «Пётр и Алексей» — «одно из наиболее ярких свидетельств сближения искусства Ге с искусством его сотоварищей-передвижников», поскольку художник стремится строго следовать исторической достоверности, как при выборе ситуации и обстановки, так и при характеристике действующих лиц. По словам Зограф, в этом произведении при оценке исторических деятелей Ге «интересуют прежде всего внутренние, психологические мотивы поступков», и им «руководит потребность оценивать людей и события в их нравственном смысле».

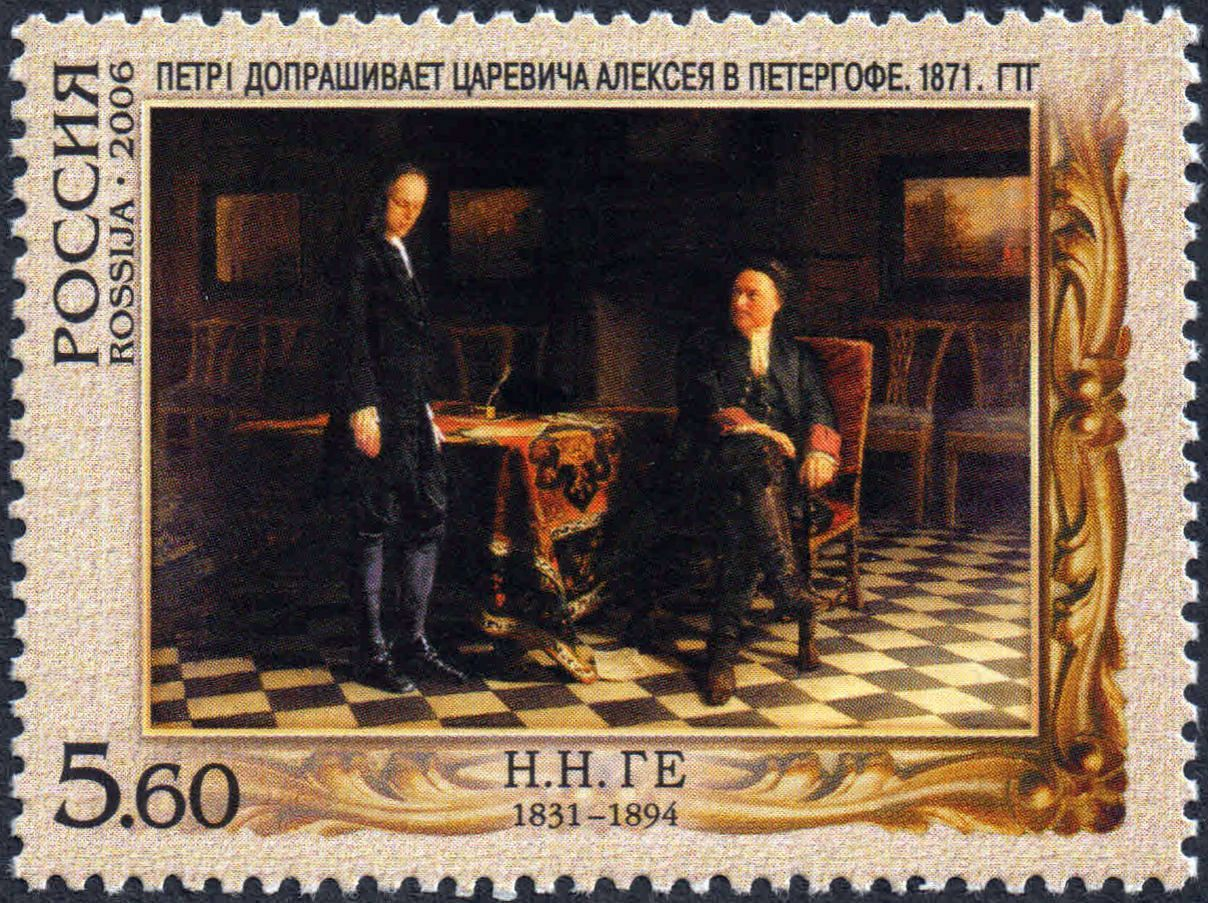
Картина «Пётр I допрашивает царевича Алексея в Петергофе» на почтовой марке России 2006 года

По мнению искусствоведа Дмитрия Сарабьянова, в картине «Пётр и Алексей» Ге трактовал образ Петра I с позиции передовых демократов, которые видели в нём «прогрессивного деятеля своего времени, горячего патриота и защитника прогресса России». Сарабьянов писал, что в этом произведении впервые в русской исторической живописи второй половины XIX века «так ярко и лаконично решается тема борьбы двух сил» и «раскрывается драматический конфликт с такой глубиной психологической трактовки действующих лиц» (в меньшей мере подобные черты были присущи некоторым более ранним произведениям Вячеслава Шварца и Валерия Якоби). По словам Сарабьянова, создание «Петра и Алексея» знаменовало собой введение нового типа «реалистической исторической картины». 
Искусствовед Григорий Стернин отмечал, что картину «Пётр I и царевич Алексей», появившуюся в преддверии двухсотлетия со дня рождения Петра I, современники Ге старались «вписать не столько в художественный, сколько в историософский контекст эпохи». Вследствие этого споры зрителей в основном касались того, на чьей стороне находятся симпатии художника в противоборстве исторических сил, олицетворением которых являлись Пётр и Алексей. По словам Стернина, несмотря на то, что сам художник в этом произведении хотел быть «прежде всего историком-документалистом», у зрителей рождались «самые разноречивые оценки идейного содержания полотна»: с одной стороны, автора упрекали в славянофильстве и излишнем сочувствии царевичу Алексею, а с другой — хвалили за «умение раскрыть в образе Петра энергию и созидательную мощь нового Российского государства».
По мнению искусствоведа Татьяны Карповой, можно проследить преемственность между «Петром и Алексеем» и более ранними картинами Ге на евангельские сюжеты, такими как «Тайная вечеря» (1863, ГРМ) и «Вестники Воскресения» (1867, ГТГ), — во всех этих произведениях речь идёт о «противопоставлении и столкновении двух непримиримых позиций, двух мировоззрений в момент крупнейшего исторического перелома». По словам Карповой, в картине «Пётр и Алексей» «нет правых и виноватых, за каждым историческим персонажем стоит своя правда».

## Комментарии
1. ↑  Впоследствии подлинность одного из опубликованных писем была подвергнута сомнению[29].
2. ↑  Николай Зайчневский был братом революционера-народника Петра Зайчневского[38].
3. ↑  Для датировки событий, происходивших в Российской империи, используется юлианский календарь («старый стиль»).
4. ↑  Иногда к ним добавляют этюд Карла Гуна «Голова старика в шлеме»[53], или «Старый воин времён гугенотов» (ныне в ГТГ)[54].